# Pomnik Kazimierza Pułaskiego w Tyliczu

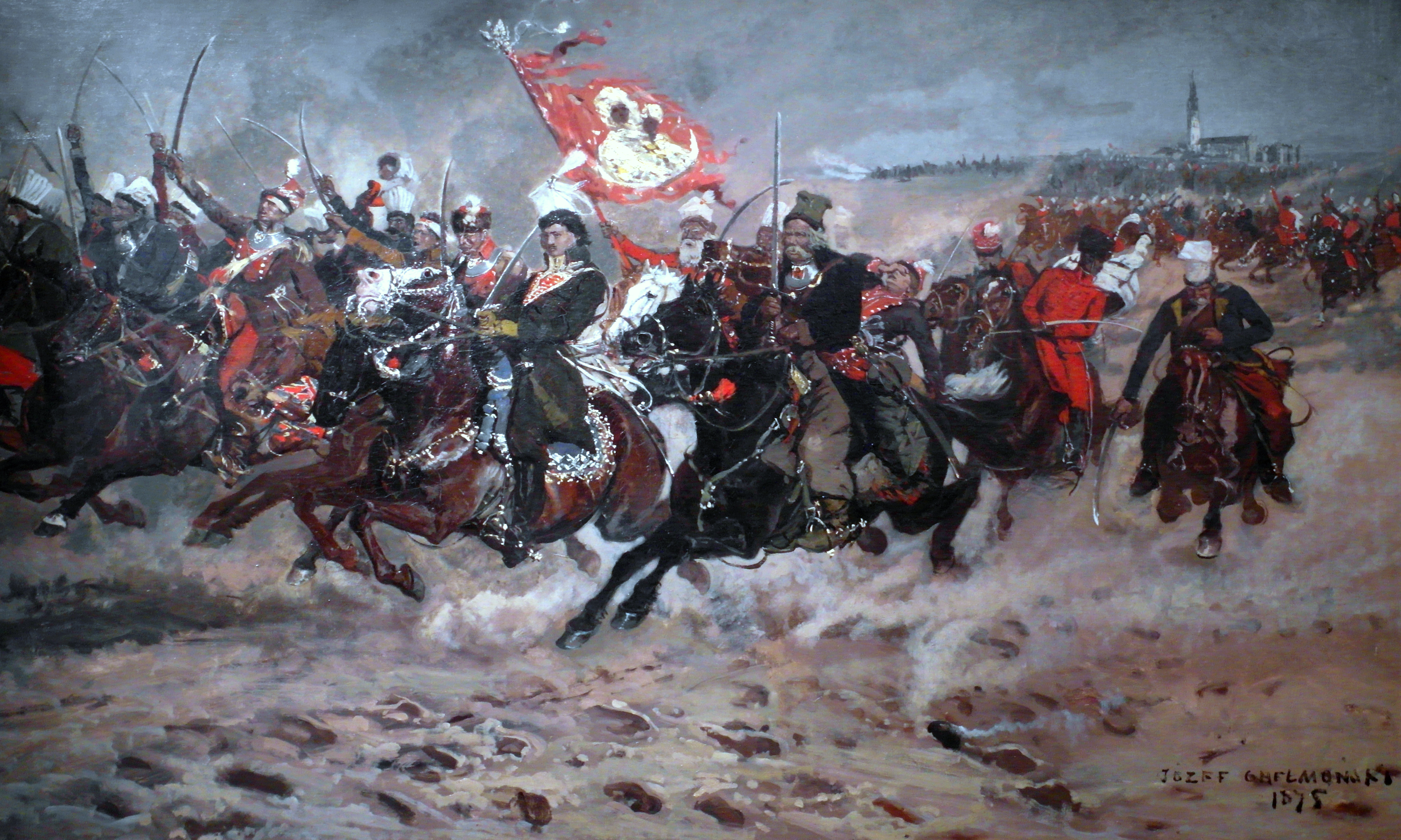
Obraz Juliusza Kossaka, na którym wzorowana jest płaskorzeźba

Pomnik Kazimierza Pułaskiego w Tyliczu – pomnik poświęcony Kazimierzowi Pułaskiemu i 650-leciu Tylicza. Znajduje się na Rynku, na niewielkim kopcu. Uroczyste odsłonięcie miało miejsce 29 czerwca 2013. Inicjatorami jego budowy było Stowarzyszenie na Rzecz Rozwoju Tylicza, Parafia Tylicz oraz Urząd Miejski w Krynicy-Zdroju.

## Opis
Pomnik stanowi głaz z piaskowca pińczowski o wymiarach 2,2 na 2,0 m, posadowiony na postumencie. Na głazie od strony północnej umieszczona jest płaskorzeźba wzorowana na obrazie Juliusza Kossaka „Pułaski pod Częstochową”. Większą część płaskorzeźby zajmuje postać gen. Kazimierza Pułaskiego na koniu. W tle znajduje się Lackowa (zwana "Chorągiewką Pułaskiego) oraz cerkiew w Muszynce, w której znajduje się ołtarz z obozu konfederatów barskich. W prawym górnym rogu znajduje się postać św. Barbary, uznawanej ówcześnie za patronkę artylerzystów.
Na głazie od strony południowej znajduje się płaskorzeźba z herbem Tylicza, pod którym wyryty jest majuskułą napis: 650 - LECIE - TYLICZA.
Na cokole pomnika (od strony północnej) znajduje się metalowa tablica z napisem majuskułą:
GEN. KAZIMIERZ PUŁASKI / 1745 - 1779 / BOHATER NARODU POLSKIEGO I AMERYKAŃSKIEGO / PRZYWÓDCA KONFEDERACJI BARSKIEJ W OKOLICACH / TYLICZA I MUSZYNKI W LATACH 1768 - 1772 / POD JEGO DOWÓDZTWEM / POLSKIE RYCERSTWO STOCZYŁO POD IZBAMI / KRWAWĄ BITWĘ Z WOJSKAMI ROSYJSKIMI 
POMNIK POWSTAŁ Z INICJATYWY STOWARZYSZENIA NA / RZECZ ROZWOJU TYLICZA , PARAFII TYLICZ ORAZ / URZĘDU MIEJSKIEGO W KRYNICY ZDROJU
Wykonawcą płaskorzeźb był Paweł Zięba, artysta rzeźbiarz z Łużnej. Tablica została ufundowana przez właściciela Grupy Kapitałowej Multico, Zbigniewa Jakubasa, a odlana w przedsiębiorstwie Newag w Nowym Sączu.  

## Galeria

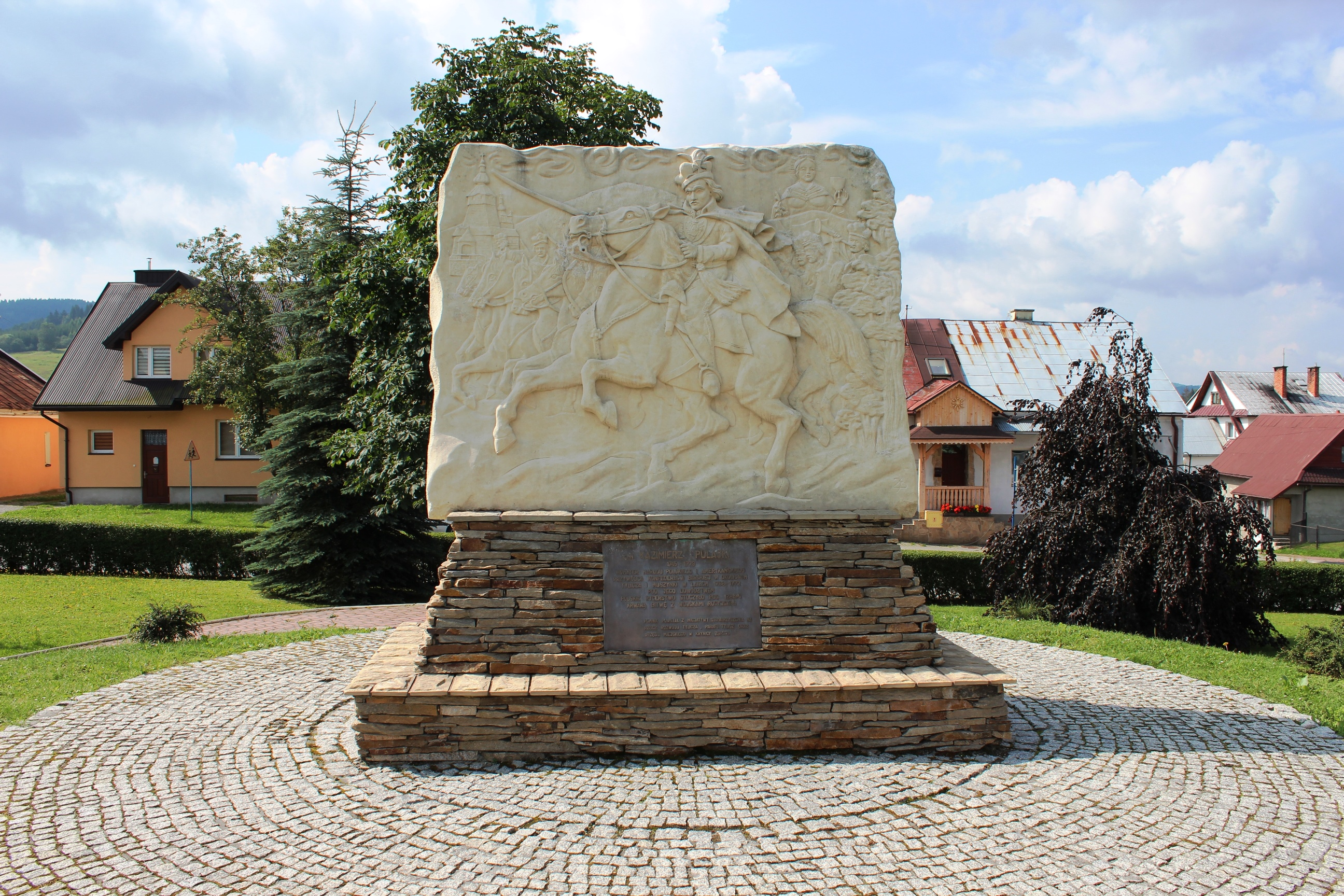
Pomnik wraz z otoczeniem
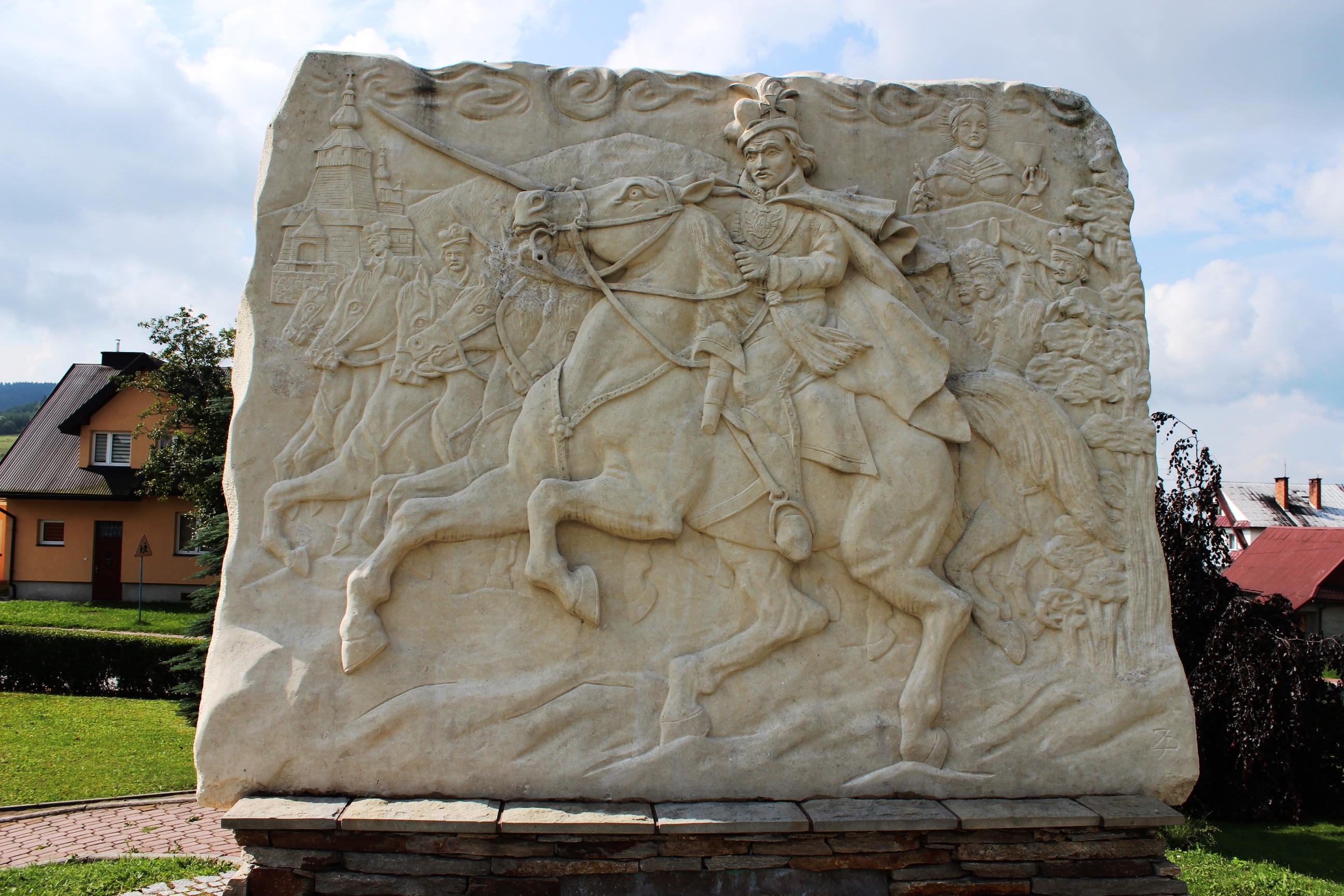
Płaskorzeźba z gen. Kazmierzem Pułaskim
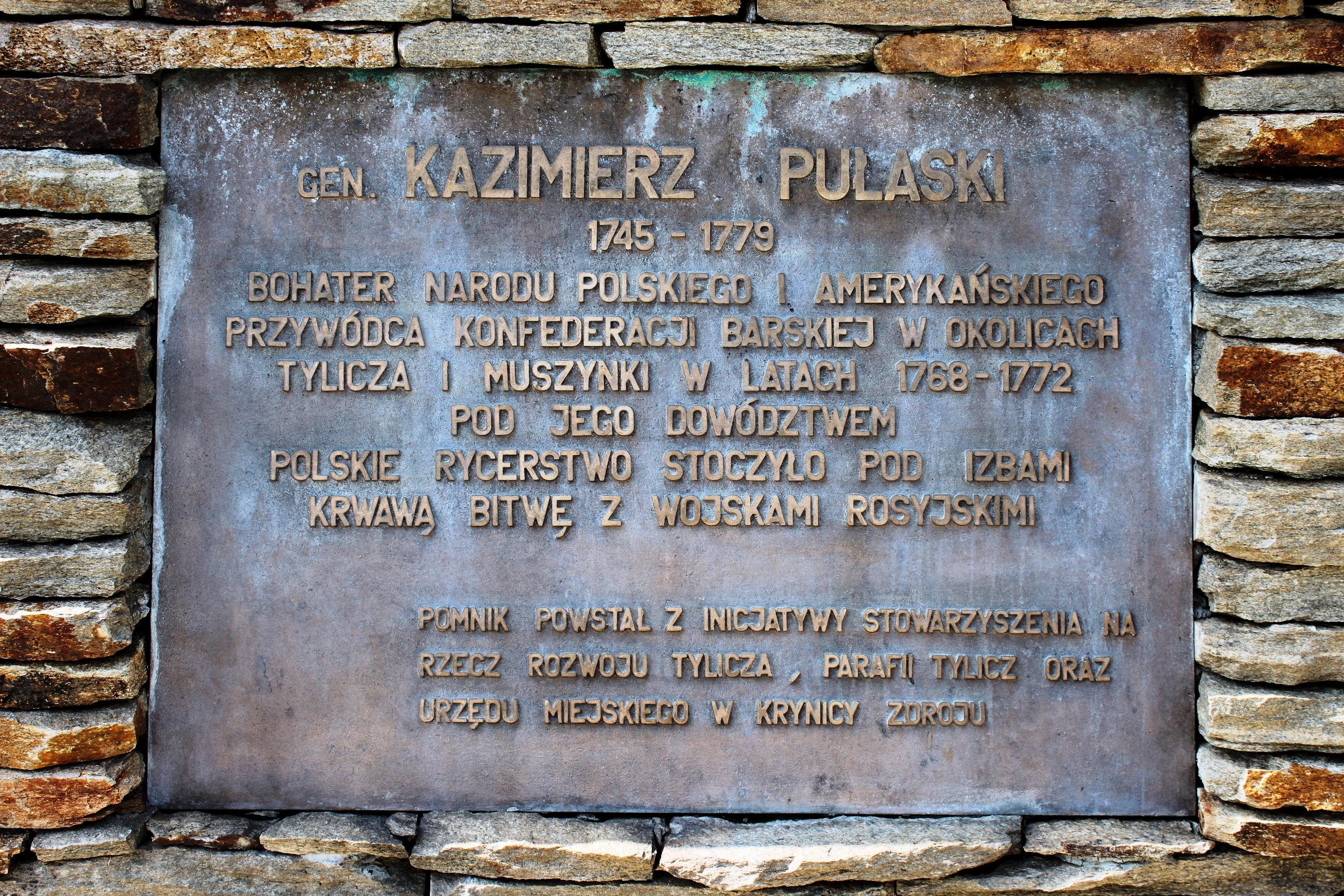
Tablica pamiątkowa na cokole
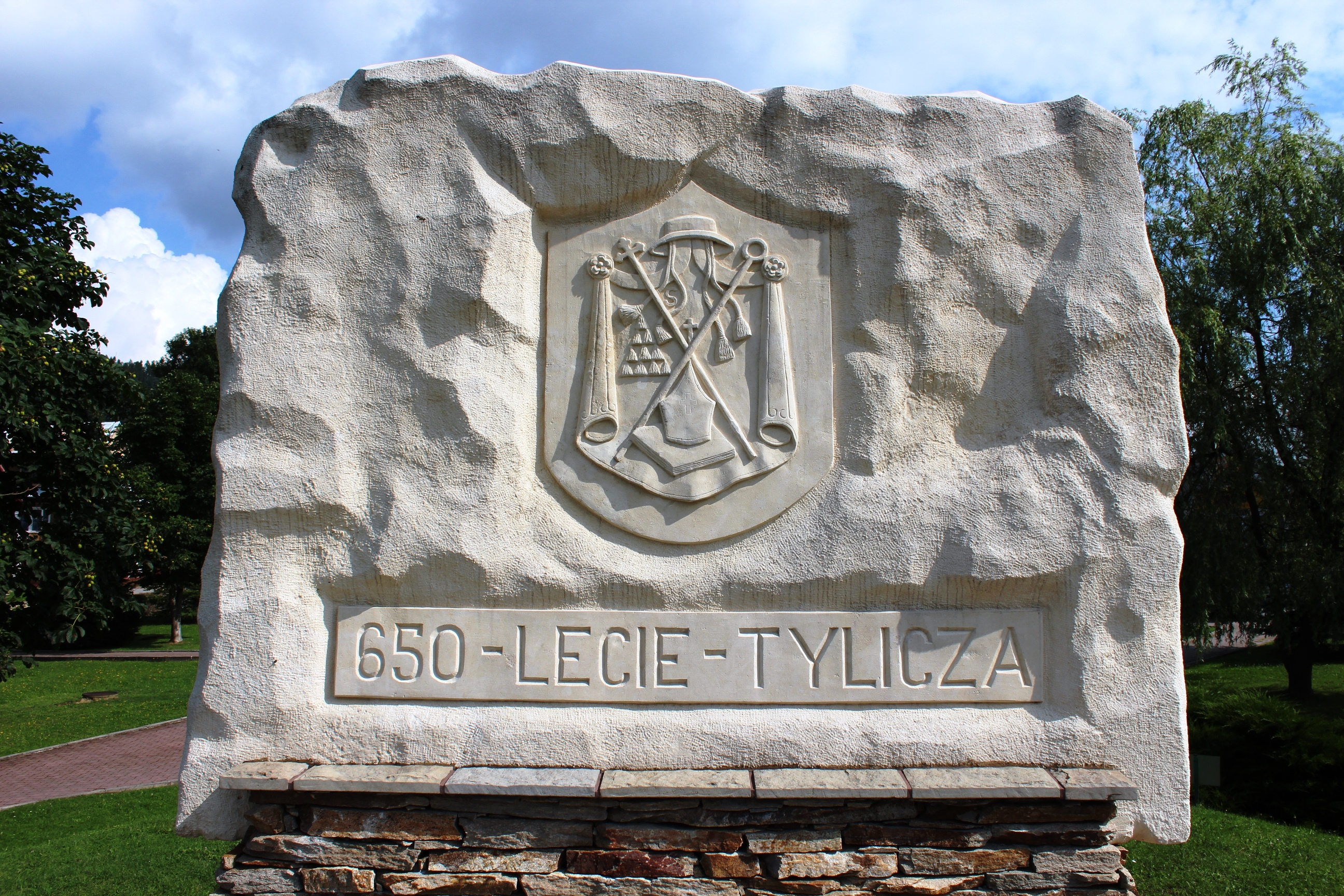
Płaskorzeźba z herbem Tylicza